# Bonaventura Peeters

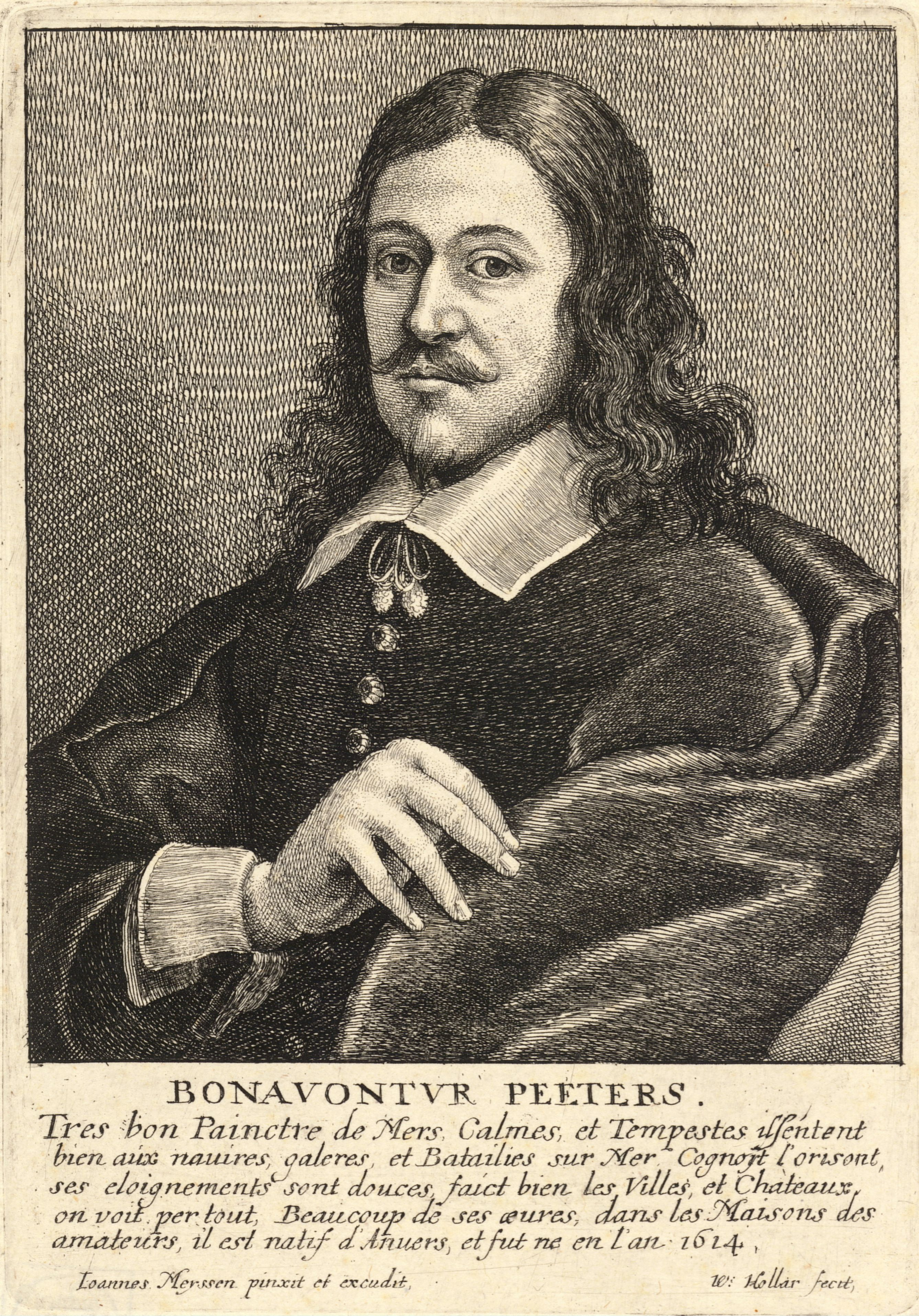
Grabado contemporáneo de Bonaventura Peeters por Wenceslas Hollar.

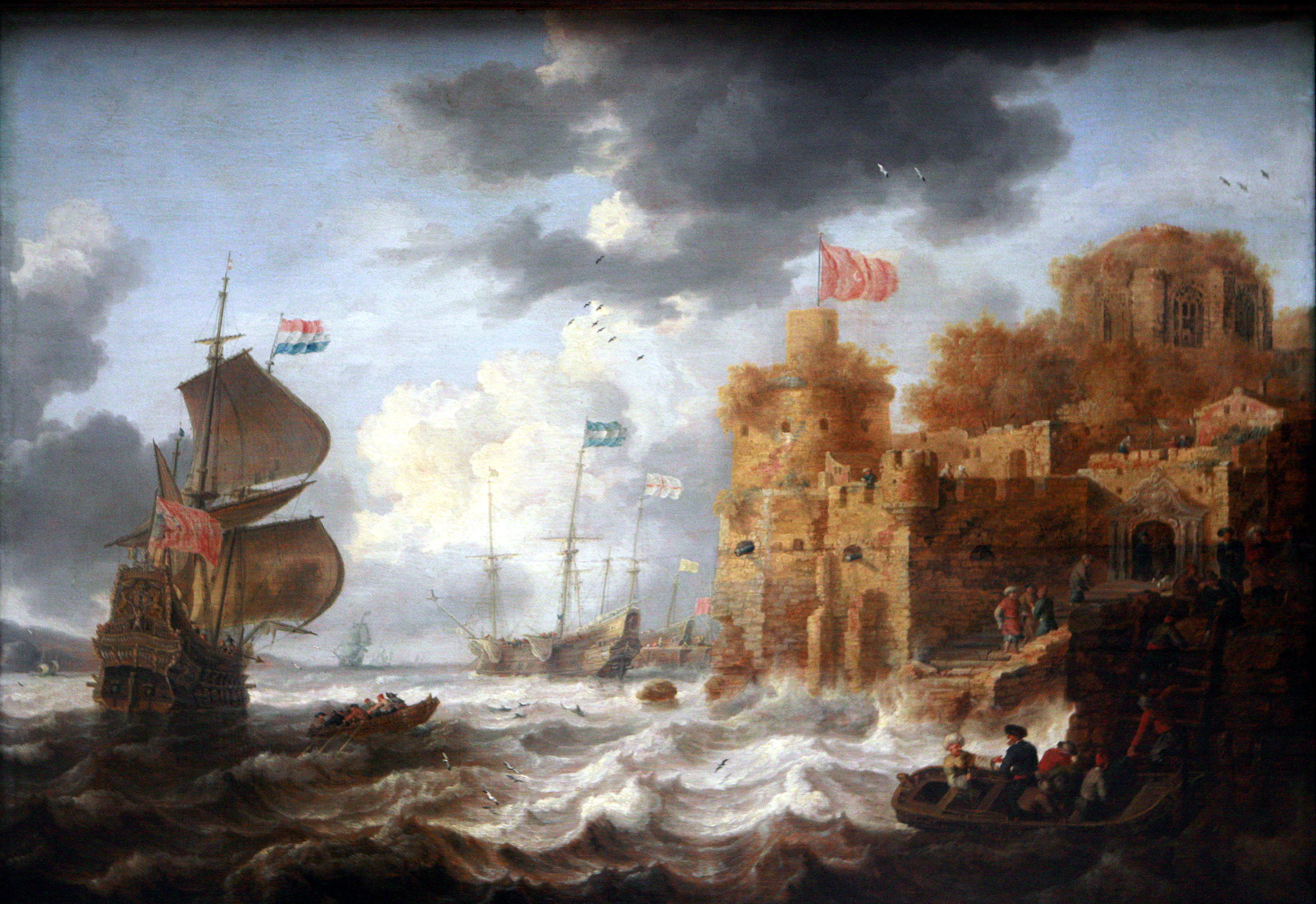
Un puerto en Oriente.

Bonaventura Peeters (Amberes, 23 de julio de 1614–Hoboken (Amberes), 25 de julio de 1652) fue un pintor barroco flamenco especializado en la pintura de marinas y naufragios, conocidas como Zeekens (pequeñas marinas).

## Biografía
Peeters, hermano de Gilis y de Jan Peeters I, aprendió a pintar con su padre, quien se convirtió en maestro de la guilda de San Lucas de Amberes en 1607–1608, y sus obras más antiguas se relacionan con la fase tonal de la pintura de paisajes holandesa. Pinturas posteriores, sin embargo, reflejan los colores más fuertes del clasicismo italianizante. Este cambio sigue los cambios generales en el estilo artístico de la época. Como su hermano Jan, dramáticos naufragios con hinchadas nubes oscuras, forman una parte significativa de su obra, como hacen serenos puertos y «retratos» de barcos. También, mientras muchas de las pinturas de Peeters reflejan localizaciones reales y muy bien pudo haber viajado a lo largo de la costa de Escandinavia, sus muchas vistas de puertos del lejano Mediterráneo y Oriente Próximo reflejan el gusto creciente por lo exótico y probablemente estén inspirados en antiguos grabados además de ser fruto de la fantasía.
Esta tradición se desarrolló simultáneamente en la pintura flamenca y en la pintura barroca holandesa, con muchos artistas, incluido Peeters, que trabajaron tanto en Amberes como en las Provincias Unidas.